# Медак (округ)
Медак (телугу మెదక్ జిల్లా; англ. Medak) — округ на северо-западе индийского штата Телангана, до 2014 года входил в состав штата Андхра-Прадеш. Административный центр — город Сангаредди. Площадь округа — 9700 км². По данным всеиндийской переписи 2001 года население округа составляло 2 670 097 человек. Уровень грамотности взрослого населения составлял 51,6 %, что выше среднеиндийского уровня (59,5 %). Доля городского населения составляла 14,4 %.